# 蒐屍魔
| runtime        = 82分鐘
| country        = 美國
| language       = 英語
| budget         = 1000萬美元
| gross          = 990萬美元
| preceded_by     = 《蒐屍魔前傳》
| followed_by     = 
|cn_name         = 藏品
|tw_name         = 蒐屍魔
|hk_name         = 屠殺夜魔2
}}
《蒐屍魔》（英語：The Collection）是於2012年上映的恐怖驚悚美國電影，《蒐屍魔前傳》的續集。

## 劇情簡介
新聞報導中提及蒐屍魔至今仍未被警方抓獲，已有超過50名受害者失蹤......富豪之女艾莉娜去了一家秘密酒廳享受宴會，卻不知那裡已被蒐屍魔改造成布滿殺人機關的恐怖絕境，宴會參加者幾乎無一倖免，艾莉娜也遭到蒐屍魔的襲擊並遭其綁架，唯一逃出生天的是在前作中被蒐屍魔抓來當誘餌的小偷阿金。
但阿金很快就被富豪派人抓住，並逼迫他帶著富豪組建的救援隊伍，前往蒐屍魔的大本營——一間廢棄的旅館，實則已被蒐屍魔改造成他的「藝術品展覽會場」，同時這裡也裝設了無數的機關，靜靜等待救援者的出現......

## 演員
- 喬許·史都華 飾演 阿金（Arkin O'Brien）
- Lee Tergesen 飾演 Lucello
- 克里斯托弗·麦克唐纳 飾演 Mr. Peters
- 艾瑪·菲姿派翠克 飾演 艾莉娜（Elena Peters）
  - Courtney Lauren Cumming 飾演 年輕艾莉娜（Young Elena）
- Randall Archer 飾演 The Collector
- Shannon Kane 飾演 Paz
- Andre Royo 飾演 Wally
- Tim Griffin 飾演 Dre
- William Peltz 飾演 Brian
- Erin Way 飾演 Abby
- Eaddy Mays 飾演 Lynne
- Michael Nardelli 飾演 Josh
- Justin Mortelliti 飾演 Zack
- Navi Rawat 飾演 Lisa
- 喬安娜·布蘭迪 飾演 Missy Solomon

## 外部連結
- 官方网站
- 互联网电影数据库（IMDb）上《蒐屍魔》的资料（英文）
- AllMovie上《蒐屍魔》的资料（英文）
- 爛番茄上《蒐屍魔》的資料（英文）
- Metacritic上《蒐屍魔》的資料（英文）
- Box Office Mojo上《蒐屍魔》的資料（英文）
- "'The Collection' New York Comic Con Panel" （页面存档备份，存于）. YouTube. October 19, 2012.